# IPad 2
iPad 2-го поколения (англ. 2nd generation iPad, продаётся как iPad 2) — это планшетный компьютер, разработанный и продаваемый Apple Inc. По сравнению с первым iPad, как вторая модель в линейке iPad, он получил более быстрый двухъядерный процессор A5, более легкую конструкцию и стал первым iPad с передней панелью VGA. Фронтальная и задняя камеры 720p, предназначенные для видеозвонков FaceTime.
Первоначально устройство было доступно с тремя размерами хранилища — 16, 32 и 64 ГБ — и двумя различными вариантами подключения — только Wi-Fi или Wi-Fi и сотовая связь. Каждая вариация устройства доступна с черной или белой передней стеклянной панелью. Однако после выпуска iPad 3-го поколения в марте 2012 года осталась доступной только версия на 16 ГБ.
Продукт стал доступен с марта по май 2011 года.
Устройство получило в целом положительные отзывы в различных блогах и публикациях. Хотя его хвалили за аппаратное усовершенствование, такое как новый чип Apple A5, программные ограничения для iPad 2 и iOS в целом вызвали критику со стороны различных комментаторов технологий. Устройство хорошо продавалось в первый месяц продаж: было продано 2,4–2,6 миллиона единиц, а в третьем квартале 2011 года было продано 11,12 миллиона единиц.
Популярный продукт с более низким разрешением экрана и производительностью, чем у двух последующих моделей Retina, но с более легкой конструкцией и более длительным временем автономной работы, он оставался в линейке Apple в качестве модели iPad начального уровня в течение трех лет до марта 2014 года. недавно с бесшумным обновлением до уменьшенной версии процессора A5. Его базовая конструкция легла в основу первого iPad mini, который имел такое же количество пикселей на экране и аналогичные функции при меньшем размере.
Первоначально поставляемый с iOS 4, с выпуском iOS 9 iPad 2 стал первым устройством, получившим шесть основных версий iOS.

## Особенности
iPad 2 тоньше своего предшественника на 33 %, а именно на 4,6 мм. В весе легче на 79 г модели WiFi и на 117 г WiFi+3G, имеет закругленный алюминиевый корпус, а также двухъядерный процессор A5. Заднюю и фронтальную камеру с 720p HD записью и с VGA записью соответственно, поддерживают FaceTime, что позволяет общаться с такими устройствами как: iPhone (начиная с 4 поколения), iPod touch (начиная с 4 поколения), и MacBook (с ОС начиная 10.6.6 Snow Leopard). В отличие от первого iPad, на этом устройстве есть гироскоп, как и в iPhone и iPod touch. Аккумулятор — литий-полимерный.

## Спецификации
Ёмкость аккумулятора iPad 2 (как Wi-Fi-, так и 3G-версия) составляет 6930 мАч. Объем внутренней памяти 16, 32, 64 ГБ. Планшет работает на процессоре Apple A5.

## Факты
- На презентации iPad 2 Стив Джобс после повтора того, что «2010: год iPad» задал вопрос: чем же будет 2011 год, и сам же на него ответил слайдом конкурентов Apple (Samsung, BlackBerry, HP, Motorola) и подписью — «2011: год копирующих подражателей?»[11]
- На презентации The New iPad 3 марта 2012 года в Yerba Buena Center также был представлен новый iPad 2 с 32 нм-процессором A5[источник не указан 1610 дней].
- IPad 2 станет последним планшетом, который будет презентовать Джобс. Он умрет 5 октября 2011 года, через семь месяцев после презентации.